# YC-134運輸機
Stroukoff YC-134是一款由麥可·斯特魯科夫於1956年為美國空軍設計的運輸機。該機源自C-123運輸機，結合了在YC-123D和YC-123E開發的功能。

## 發展

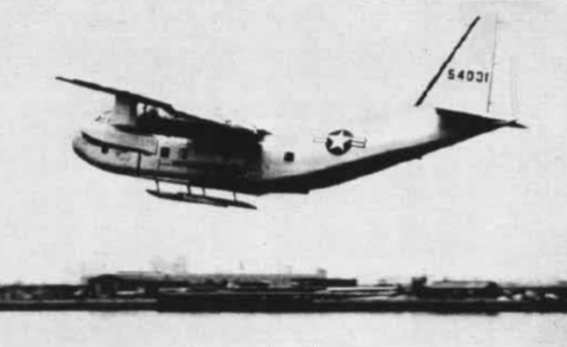
裝配水上起降版的YH-123E

1956年，由於斯特魯科夫航空在C-123運輸機上的成功經驗，美國空軍決定與其簽訂兩款改良版的合約。
YC-123D
YC-123D引入了邊界層控制(BLC)系統。該系統迫使壓縮空氣流過飛機的上機翼表面，就像飛機以更高的空速飛行一樣。這大大提高了著陸和起飛性能、運載量，並降低了C-123的失速速度。
YC-123E
YC-123E是C-123的水上飛機版本。斯特魯科夫使用自己研製的Pantobase系統：機身下部安裝了兩個高應力滑雪板，翼尖安裝了浮標，並將機身密封。這使得YC-123E不只能夠在水上以及冰雪上運行，並且可以在幾乎任何地形和較短的跑道上起降。
YC-134
一架C-123B（序號 52-1627）於1956年由斯特魯科夫航空改裝為YC-134。這架飛機經過大量修改，具有以下新功能：
- - 全新發動機：YC-134 配備兩台 3,500 hp (2,600 kW)Wright R-3350-89A（英语：Wright R-3350 Duplex-Cyclone）渦輪複合18缸雙排風冷星型引擎。
  - 改良的控制面：YC-134的橫尾翼（英语：Tailplane）配有端板，以提高方向穩定性。這使得C-134擁有獨特的尾翼。
  - 改進的起落架：雖然保留 C-123B的前輪，但兩個主起落架都配備了第三個輪子以改善重量分佈。
  - 新的燃料箱:燃料不再存放在引擎短艙後部，而是存放在擴大的中心翼油箱。此外，每個機翼還增加了兩個550gallon副油箱的管道掛載點。
  - 邊界層控制（英语：Boundary layer control）(BLC)和起落架(Pantobase)系統

這些功能使 C-123B 的空重從31,058lb(14,088kg)增加到37,965lb(17,221kg)，最大裝載重量從60,000lb(27,000kg)增加到74,700lb(33,900kg)。飛機的巡航速度為219mph(352km/h)，而C-123B的巡航速度為190mph(310km/h)，YC-134的航程為1,600mile(2,600km)，重量為24,000lb(11,000kg)。BLC使YC-134的起飛距離從1,850feet(560m)減少到750feet(230m)，與YC-123D 相似。然而，美國空軍認為YC-134並沒有實質上的改進，同時也不想購買活塞發動機的運輸機，因此決定購買C-130。